# Rostislaw Andrejewitsch Fadejew

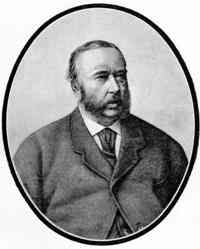
Rostislaw Andrejewitsch Fadejew

Rostislaw Andrejewitsch Fadejew (russisch Ростислав Андреевич Фадеев; * 28. Märzjul. / 9. April 1824greg. in Jekaterinoslaw; † 29. Dezember 1883jul. / 10. Januar 1884greg. in Odessa) war ein General der russischen Armee und Militärschriftsteller.
Fadejew nahm 1850 bis 1868 an den Kämpfen im Kaukasus teil. Im Krimkrieg, 1853 bis 1856, war er an der Verteidigung von Sewastopol beteiligt. 1877 beteiligte er sich an der Belagerung von Antivari.
Fadejew vertrat in seinen militärischen Schriften die Auffassung, dass die Vernichtung Österreich-Ungarns eine notwendige Vorbedingung für die Lösung der orientalischen Frage sei.
Seine Schwester war die Schriftstellerin Jelena Andrejewna Gan.

## Werke
- Die russische Kriegsmacht. Moskau (1868), dt. Übers. Leipzig (1870)
- Ansicht über die orientalische Frage. St. Petersburg (1870)
- Sechzig Jahre aus den Kaukasuskriegen. Tiflis 1860
- Briefe aus dem Kaukasus. St. Petersburg 1865
- Meine Ansicht über die orientalische Frage. St. Petersburg 1870
- anonym erschienen: Briefe über die gegenwärtige Lage Rußlands. Leipzig (russisch u. deutsch; 1881)